# ظاهر الفوارس
قرية ظاهر الفوارس هي إحدى قرى ولاية عبري محافظة الظاهرة -سلطنة عمان.
تقطن القرية قبيلة الفوارس ، وهي قبيلة قحطانية.مع وجود بعض الاقليات من القبائل الاخرى مثل الزيدي والمقبالي والسعيدي وغيرها اشتق اسم القرية من اسم القبيلة التي تقطنها، من الشخصيات البارزة في هذه القرية، الشيخ سلطان بن محمد بن علي الفارسي. حضيت القرية بالعديد من الخدمات الحكومية في عهد السلطان قابوس كخدمات التعليم، والكهرباء، والهاتف، والمياه.

## الألعاب الشعبية
تزخر القرية بالعديد من الألعاب الشعبية المتوارثة عن الأجداد فتوجد هناك ألعاب كثيرة خاصة بكل فئة من فئات المجتمع فهناك ألعاب خاصة للصغار وأخرى خاصة بالكبار وأيضا للنساء ، وذلك حسب طبيعة كل فئة .
فمثلا هناك لعب للصغار نذكر منها ( لعبة لمديسوه ، لعبة النطه ، لعبة الخال ، لعبة لقريش .. الخ)
وتوجد هناك أيضا ألعاب شعبية للكبار ، نذكر منها (لعبة العصى ، لعبة الكربة ، لعبة النقلة «المسيجد» .. الخ)
أما النساء فلهن نصيب الأسد من هذه الألعاب التراثية ، نذكر منها (لعبة المرجحانه ، لعبة السقيفة ، المساجلة الشعرية .. الخ)

## الفنون الشعبية
يشكل التراث الشعبي بما يحتويه من فنون ، وألعاب شعبية دوراً هاماً في تكوين الثقافة لدى عامة الناس ؛ لما لهذا الجانب من أهمية ، والمواطن العماني كان له دوراً هاماً في المحافظة على هذا الموروث الشعبي الأصيل .
والفن الشعبي وغيره من الفنون يعد المرآة العاكسة لثقافة أهل القرية ، ويعبر عن نمط حياتهم ، ونوعية العادات والتقاليد السائدة فيما بينهم ، ولهذه القرية سجل حافل من هذه الموروثات الشعبية ، التي تتوارث من جيل إلى آخر.
وفي عهد النهضة المباركة لقيت هذه الفنون اهتماماً بارزاً تمثل في توثيقها ، وتشجيع المواطنين على إقامتها في الاحتفالات الوطنية والأعياد والمناسبات الاجتماعية ؛ إضافة إلى حث الشباب على التمسك بها ، للمحافظة عليها ليستمر تناقلها عبر الأجيال المتعاقبة.
في قرية ظاهر الفوارس تتنوع الفنون فهناك العديد من هذه الفنون نذكر منها نوعان هما:
1- فن العيالة
وهو من الفنون الشعبية الرجالية التي تعبر عن الشجاعة ، والإقدام ، وعلى الرغم من أن هذا الفن معروف في العديد من ولايات السلطنة ، إلا أن فن العيالة في ظاهر الفوارس يتميز بطريقة أدائه الخاصة ، وإيقاعاته الموسيقية ، وعروضه الجميلة ، حيث يؤدى فن العيالة على شكل صفين متقابلين يتماسك أفراد كل صف مع بعضهم البعض بواسطة معصم اليد ، بينما يتواجد ضاربو ، وحاملو الآلات المصاحبة في الوسط بين الصفين ، كما يقوم مشاركون آخرون بتأدية رقصات شعبية على شكل دائرة في الوسط أمام الصفين ، وفي أيديهم عدد من السيوف والبنادق والخناجر والعصي يتم تقاذفها أحياناً للأعلى ليتم التقاطها بمهارة عالية تدل على مدى الشجاعة والإقدام .
ويتبادل أفراد الصفين الغناء في شلة شعرية موحدة بينهم ، حتى تتم القصيدة مع حركة الأيادي الممسكة بالعصى في تمايل جميل حسب نوعية الأغنية ، وإيقاعات الطبول تارة إلى الأعلى ، وتارة إلى الأسفل، وأخرى على الجانبين ، ووسط هذه الحركة الجميلة يحرك المشاركون رؤوسهم حركة خفيفة تتمايل حسب اتجاه العصى إلى الأسفل أثناء وقوف الطبالون أمامهم .
2 - فن الرزحة
يعتبر هذا الفن من الفنون الحماسية ، والتي تؤدى في حالة المسير ، ويتشكل المشاركون في صفين كل صف خلف الآخر ، وفي حالة زيادة عدد المشاركين يتم تكوين أربعة صفوف متتالية ، ويتوزع ضاربوا الطبول بين الصفوف ، وغالبا ما يكونون في الوسط حيث يردد المشاركون في هذا المسير الأشعار الحماسية تبدأ من الصف الأمامي لترد عليهم السفوف الخلفية ، ويحرص الأهالي على إقامة هذا الفن في الأعياد والمناسبات المختلفة .